# Pressure (Paramore)
Pressure är debutsingeln från Paramores första album All We Know Is Falling. Den handlar om pressen man känner som tonåring.